# Calcinas
Calcinas (también escrito como Calsinas) es un barrio de la ciudad de Santa Cruz de La Palma (Canarias, España), colindante con la localidad de La Cuesta en Breña Alta.

## Geografía
El barrio se asienta sobre el lomo situado al sur del barranco de Los Dolores. Está urbanísticamente unido al barrio histórico de San Sebastián por el este y al núcleo de La Cuesta por el oeste. El Barranquito de Calcinas o Zamora corta la ladera de oeste a este, situándose la mayoría de la población entre él y el risco sobre el barranco de Dolores. El núcleo está atravesado por la calle Calsinas, que se corresponde con el antiguo camino que comunicaba la capital con el Valle de Aridane, y por la carretera de Timibúcar, la primera construida en la isla.
|                  | Norte: Barranco de Dolores |                     |
| Oeste: La Cuesta |                            | Este: San Sebastián |
|                  | Sur: Timibúcar             |                     |

## Historia
La Cuesta de Calcinas se situaba a las afueras de la ciudad de Santa Cruz de La Palma, por donde discurría el conocido como camino que va a Buenavista, camino real que atravesaba La Palma entre las comarcas este y oeste. Durante el antiguo régimen era habitual pagar un impuesto por utilizar este tipo de vías, "la sisa", que era cobrada en una casa situada en el actual barrio.
Con el fin de suministrar explosivos a las baterías defensivas de la ciudad, en 1681 se acordó instalar en la zona un polvorín construido en planta circular, el conocido como Torreón de la Pólvora de Calcinas. El torreón desapareció en la última década del siglo xix por una explosión, conservándose en la actualidad la garita del guardia, ya en término municipal de Breña Alta.
La expansión urbanística vivida en la capital palmera durante el siglo xx terminaría por unir a Calcinas con la ciudad, a través del barrio de San Sebastián.